# Vilko Peternelj
Vilko (Viljem) Peternelj, slovenski letalec, * 1885, † 1941
Bil je prvi v Cerkljanski kotlini, ki je poskusil prosto leteti.
Leta 1910 je vstopil v pilotsko šolo pri letalski tovarni Rumpler v Berlinu (po drugih podatkih naj bi se začel šolati za pilota leta 1912). S šolanjem si je pridobil izpit za vožnjo motornega letala.
Pozimi 1911/12 je Peternelj dokončal svoje brezmotorno letalo, ki ga je izdeloval v več etapah, kadar se je iz tujine vračal domov. To je bilo mišljeno nekakšno jadralno enokrilno letalo, ramenokrilec, razpetine okoli 6 m in nekaj daljšega trupa, v katerem je bil med krilom sedež za pilota. S konjsko vprego so na saneh pripeljali letalo na Lajše nad Cerknim, prav na vrh hriba, ker je bil tam po njegovem mnenju primeren teren: sprva zelo strm za zalet, na to položnejši za pristanek.
Peternelj je napovedal dan in uro, ko naj bi letel in tedaj so se vsi Cerkljani ozirali v nebo, pa poleta niso pričakali. Letalo je bilo postavljeno na smučke, da bi zdrselo po snegu. Začetni zagon so mu podelili z vrvjo. Najbrž so bile krive premajhne razsežnosti letala - nosilnih ploskev. Nosilnih ploskev je bilo le za okoli 5m2 , tako da letenje ni bilo uspešno. Po več poskusih se je naposled letalo odlepilo od zasneženega pobočja in strmo padalo več metrov globoko, toda ni ga bilo mogoče zanesljivo upravljati in je pristalo v grmovju. Vilko se ni poškodoval, kar pa je ostalo od letala je prepustil otrokom, da so dokončali razbitino.
Kasneje je bil Vilko zelo dober pilot motornih letal in sodeloval je tudi v mnogih bitkah v 1. svetovni vojni. Bil je tudi prvi pilot, ki je poletel iz Ljubljane v prestolnico SHS Beograd. Leta 1918, ko je Avstrija že razpadla, je postal pilot znamenite Ljubljanske letalske stotnije, ki je sodelovala z generalom Maistrom. Članki opisujejo, da je 28.9.1919 vozil tudi generala Rudolfa Maistra iz Dobrle vasi v Velikovec, Borovlje, Loče in nazaj v Dobrlo vas.
Leta 1929 je uveljavil svoj izum sinhronega menjalnika za motorna vozila. Po tem izumu in zaradi nekaterih drugih zamisli-ukvarjal se je tudi z rotacijskim  motorjem-so ga vabili v ZDA, toda naključje ali drugačna osebna odločitev ga je zadržala v Evropi in letalstvu.